# 晩春駅
晩春駅（マンチュンえき）は朝鮮民主主義人民共和国咸鏡北道金策市に位置する朝鮮民主主義人民共和国鉄道省平羅線の駅である。

## 歴史
- 1931年6月15日：開業[1]。